# The Best of the Best
The Best of the Best è una raccolta in doppio CD degli W.A.S.P., pubblicata nel 2007 dalla casa discografica Snapper Music. Essa si pone come secondo volume della raccolta dal titolo similare pubblicata nel 2000. La raccolta contiene 32 canzoni. 

## Tracce
CD 1
1. Animal (Fuck like a Beast)
2. I wanna be Somebody
3. Show no Mercy
4. L.O.V.E. Machine
5. Hellion
6. Sleeping (In the Fire)
7. Wild Child
8. Ballcrusher
9. Blind in Texas
10. Sex Drive
11. I don't need no Doctor (cover da Ray Charles)
12. 9.5.-N.A.S.T.Y.
13. Restless Gypsy
14. King of Sodom and Gomorrah
15. Scream until You like it
16. Harder Faster
17. Mean Man
18. The Real Me (cover dagli Who)

CD 2
1. The Headless Children
2. Forever Free
3. Locomotive Breath (cover dai Jethro Tull)
4. The Titanic Overture
5. The Invisible Boy
6. Chainsaw Charlie (Murders in the New Morgue)
7. Hold on to my Heart
8. The Great Misconceptions of Me
9. When the Levee breaks (cover dai Led Zeppelin)
10. Helldorado
11. Damnation Angels
12. Dirty Balls
13. Cocaine Cowboys
14. Saturday Night's alright for Fighting (cover da Elton John)

## Formazione
- Blackie Lawless (voce, chitarra, basso, tastiere)
- Randy Piper (chitarra)
- Chris Holmes (chitarra)
- Bob Kulick (chitarra)
- Johnny Rod (basso)
- Mike Duda (basso)
- Tony Richards (batteria)
- Steve Riley (batteria)
- Frankie Banali (batteria)
- Stet Howland (batteria, percussioni)